# インテルコスモス1号
インテルコスモス1号（ロシア語: Интеркосмос-1、インターコスモス1号）とは、1969年にインテルコスモス計画の一環としてソビエト連邦により打ち上げられた人工衛星である。
インテルコスモス1号は1969年10月14日にカプースチン・ヤールから打ち上げられた。質量400kgの科学衛星で、太陽の紫外線・X線と、それらが地球の大気に与える影響を調査した。
この衛星の開発は国際共同で行われ、ソ連のほかに東ドイツやチェコスロバキア製の機器を搭載した。また観測データの受信と解読には、ブルガリア・ハンガリー・ポーランド・ルーマニアの科学者が参加した。